# Ambleville (Val-d'Oise)

Brasão de armas de Ambleville.

Ambleville é uma comuna francesa, situada no departamento de Val-d'Oise na região de Île-de-France.